# Emma (manga)
Emma és un manga creat per Kaoru Mori. Fou adaptat a una sèrie d'anime. La seua història transcorre al Londres de l'era victoriana.
El manga, com a obra de ficció, se situa en el context que al Japó hi ocorria el fenomen de les cafeteries de temàtica de serventes i del cosplay de serventes.
L'impacte de l'obra fou tal que s'obrí una cafeteria temàtica del manga al districte Shinjuku, i uns anys després tancà.

## Anàlisi
E. Ho explica com aquest manga idealitza, reconstrueix i converteix en fetitxe les labors domèstiques fetes per les dones a l'era victoriana.
Malgrat que es mostra a dones ajudant-se les unes a les altres no deixa de mostrar l'ideal japonès de ser bona mare i ser bona esposa.
S'utilitzen trops típics d'obres situades en eixe període geogràfic i històric i es fa un ús del melodrama.
Quan es narra amb el recurs de l'analepsi el passat de la protagonista, es narra sense diàleg o un narrador contant i utilitza com a base art de Gustav Doré, fotografies d'arxiu i il·lustracions del llibre London Labour and the London Poor (1851) de Henry Mayhew.
Emma imita les novel·les realistes victorianes. I en general es pot dir que és fidel a la representació de l'època, mostrant explícites referències a les fotografies utilitzades per a la recreació.
Les ulleres de la protagonista signifiquen poca visió, intel·ligència i, a més. són objecte de fetitxe.

## Rebuda
Ha rebut crítiques positives a ThoughtCo tant com a manga del gènere històric com del gènere shojo. La traducció a l'anglès fou llistada per la publicació serial Library Journal com un dels millors còmics del 2007 i fou nomenada per la Young Adult Library Services Association com un dels 10 millors còmics per a adolescents del 2008.
La primera temporada de l'anime rebé una crítica positiva a Anime News Network.